# Kösliner Zeitung
Die Kösliner Zeitung erschien von 1825 bis 1945 in Köslin in Hinterpommern.

## Geschichte
Seit 1825 erschien das Allgemeine Pommersche Volksblatt in Cöslin, spätestens seit 1831 im Verlag Herneß.  Von 1850 bis 1852 war Hermann Grieben ein Redakteur der Zeitung.
Seit 1. Juli 1859 (oder 1. Januar 1860?) hieß sie Cösliner Zeitung, seit etwa 1895/1900 Kösliner Zeitung.
1890 und 1907 war sie die zweitauflagenstärkste Tageszeitung in Hinterpommern   (nach der Zeitung für Hinterpommern aus Stolp) mit 5300 bzw. 8350 Exemplaren (zu 5500 bzw. 15.000 Exemplaren).
1908 waren W. Schrey   und W. Gronert die verantwortlichen Chefredakteure, von 1926 bis 1933 Friedrich Carl Marwede.
In dessen Zeit gab es die Beilage Unsere Heimat mit anspruchsvollen Beiträgen zur Kultur und Regionalgeschichte.
Seit 1935 war die Kösliner Zeitung auch parteiamtliches Organ der NSDAP für den Gau Pommern. 1945 erschienen die letzten Ausgaben.